# Acanthoderes francottei
Acanthoderes francottei  (лат.) — вид жуков-усачей из подсемейства ламиин. Распространён в Болгарии, Македонии, Черногории, Румынии. Кормовыми растениями личинок являются:дуб пушистый, дуб пробковый.